# Entringen
Entringen is een plaats in de Duitse gemeente Ammerbuch, deelstaat Baden-Württemberg, en telt 3718 inwoners (2008).

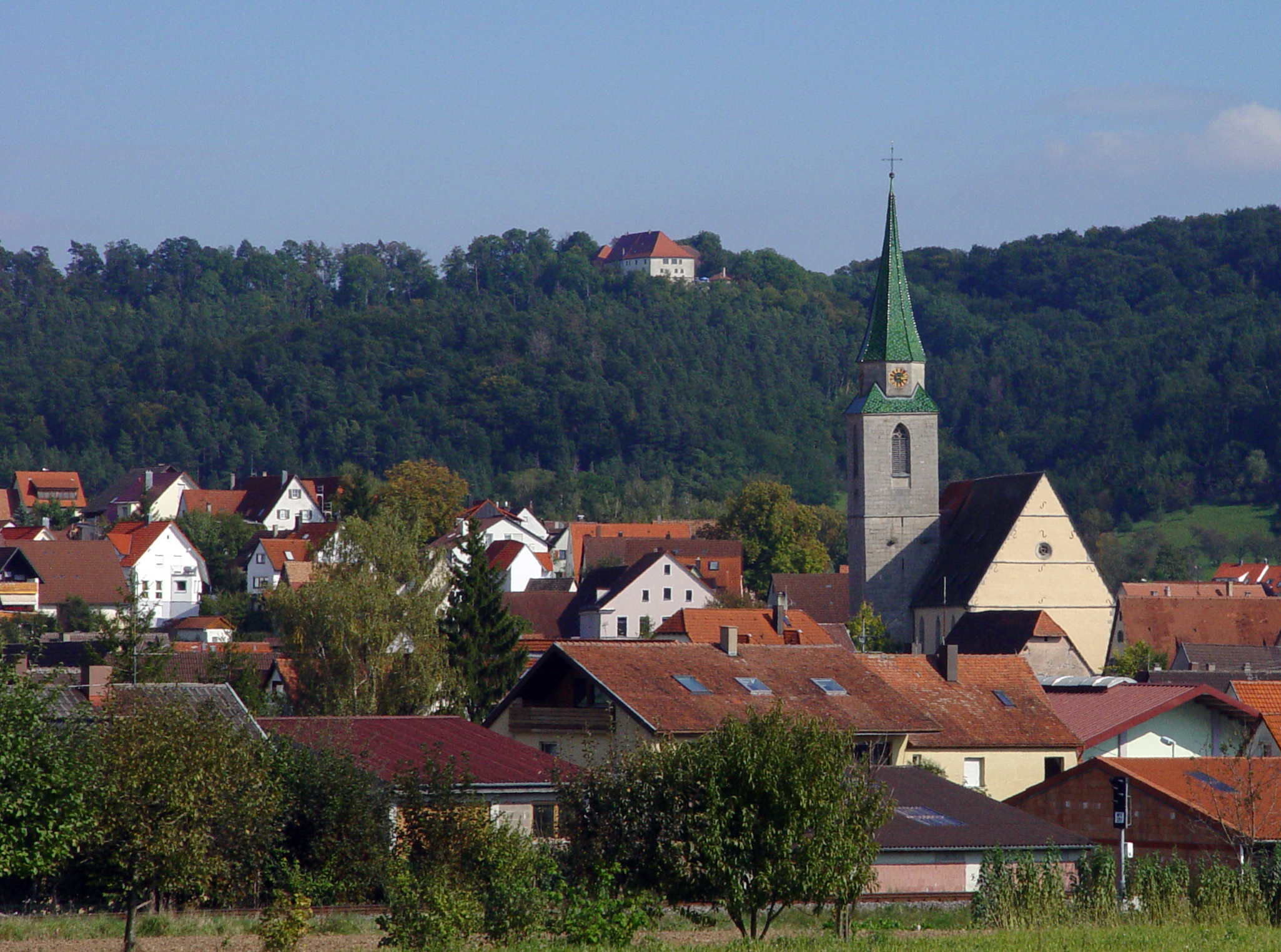
Entringen